# Liste der Baudenkmale in Obere Warnow
In der Liste der Baudenkmale in Obere Warnow sind alle Baudenkmale der Gemeinde Obere Warnow (Landkreis Ludwigslust-Parchim) aufgelistet (Stand: 17. August 2009).

## Grebbin
| ID | Lage                     | Bezeichnung                | Beschreibung | Bild                   |
| -- | ------------------------ | -------------------------- | --- | ---------------------- |
|    | An der Warnow 14 (Karte) | Bauernhaus                 | | Bauernhaus             |
|    | An der Warnow 18 (Karte) | Bauernhaus                 | | Bauernhaus             |
|    | An der Warnow 24 (Karte) | Bauernhaus                 | |                        |
|    | (Karte)                  | Kirche                     | Frühgotische Dorfkirche aus dem 13. Jahrhundert als Feldsteinkirche, quadr. Chor mit kuppeligem Kreuzgratgewölbe; flachgedecktes Langhaus; Westturm vom 15. Jh. aus Feldstein mit Satteldach; Altaraufsatz von um 1700. | Kirche                 |
|    | Friedhof (Karte)         | Kriegerdenkmal 1914/18     | | Kriegerdenkmal 1914/18 |
|    | Schulstraße 1 (Karte)    | ehemalige Schule           | |                        |
|    | Schulstraße 2 (Karte)    | Pfarrhaus und Pfarrscheune | |                        |
|    | (Karte)                  | Holländerwindmühle         | | Holländerwindmühle     |

## Herzberg
| ID | Lage                        | Bezeichnung | Beschreibung | Bild |
| -- | --------------------------- | --- | --- | --- |
|    | (Karte)                     | Gutsanlage mit Gutshaus, Kavaliersflügel, Rinderstall, Bullenstall, Schweinestall, Pferdeställe, Speichergebäude, Scheune und Park | Gutsanlage mit 2-gesch. Gutshaus (≈ 19. Jh.) der Familie von Maltzahn vom preußischen Hofmarschall Burchard Friedrich von Maltzahn und Friedrich von Maltzahn. | Gutsanlage mit Gutshaus, Kavaliersflügel, Rinderstall, Bullenstall, Schweinestall, Pferdeställe, Speichergebäude, Scheune und Park |
|    |                             | Kriegerdenkmal 1914/18 | | |
|    | (Karte)                     | Kirche mit Grabplatte an der Nordwand                                                                                              | Gotische Dorfkirche aus dem wohl 15. Jahrhundert als Feldsteinkirche; Fachwerk-Turmaufsatz mit welscher Glockenhaube mit Laterne.                              | Weitere Bilder |
|    | Straße der Jugend 4 (Karte) | Landwirtschaftsschule, ehem. | Betriebsberufsschule des VEG Tierzucht Herzberg-Woelten | |

## Kossebade
| ID | Lage                        | Bezeichnung                          | Beschreibung | Bild                                 |
| -- | --------------------------- | ------------------------------------ | --- | ------------------------------------ |
|    | Bergstraße 38 (Karte)       | Büdnerei                             | |                                      |
|    | (Karte)                     | Kirche, Trockenmauer, Eingangsgitter | Gotische Dorfkirche aus dem 14. oder 15. Jahrhundert mit polygonem Chorabschluss und Strebepfeilern; quadr. Westturm mit Satteldach, oben verbrettert; Westportal in Backstein; | Kirche, Trockenmauer, Eingangsgitter |
|    | (Karte)                     | Kriegerdenkmal 1914/18               | | Kriegerdenkmal 1914/18               |
|    | Tannenbergstraße 9 (Karte)  | Wohnhaus mit Stall und Scheune       | |                                      |
|    | Tannenbergstraße 14 (Karte) | Hallenhaus                           | |                                      |
|    | Tannenbergstraße 16 (Karte) | Hallenhaus                           | |                                      |

## Lenschow
| ID | Lage                     | Bezeichnung                         | Beschreibung | Bild |
| -- | ------------------------ | ----------------------------------- | ------------ | ---- |
|    | Dorfstraße 15            | Reithalle, ehem.                    |              |      |
|    | Hauptstraße              | Gedenkstein für die Kollektivierung |              |      |
|    | L 016, südlich des Ortes | Meilenstein                         |              |      |
|    | Parkweg                  | Park                                |              |      |

## Woeten
| ID | Lage             | Bezeichnung | Beschreibung | Bild |
| -- | ---------------- | ----------- | ------------ | ---- |
|    | Grebbiner Straße | Scheune     |              |      |
|    | Grebbiner Straße | Stall       |              |      |
|    | (Karte)          | Gutshaus    |              |      |

## Wozinkel
| ID | Lage    | Bezeichnung                               | Beschreibung | Bild |
| -- | ------- | ----------------------------------------- | ------------ | ---- |
|    | (Karte) | Bauernhof mit Wohnhaus, Scheune und Stall |              |      |